# Тишковский район
Ти́шковский район (укр. Тишківський район) — бывшая административно-территориальная единица Одесской и Кировоградской областей Украинской ССР, с центром в селе Тишковка

## История
Район образован 17 февраля 1935 года на территории 10 сельских советов, выделенных из Голованевского и Новоархангельского районов, и вошёл в состав Одесской области Украинской ССР. В ноябре 1935 года в состав Новоархангельского района был передан населённый пункт Богдановка, а из Новоархангельского в состав Тишковского района было включено село Крутоярка. В 1936 году в состав Голованевского района были переданы Когутовский и Плоско-Забугский сельские советы, с центрами в сёлах Когутовка и Плоско-Забугское соответственно. Указом Президиума Верховного Совета СССР от 10 января 1939 года Тишковский район включён в состав образованной этим же указом Кировоградской области.
Район был расформирован в июне 1957 года, его территория была включена в состав Добровеличковского района.

## Состав района
По состоянию на 1946 год, район включал в себя следующие населённые пункты:
- Андревский сельский совет:
  - Андреевка
  - хутор Ерофеевка
- Гаевский сельский совет:
  - Гаевка
  - хутор Аркадьевка
  - хутор Богдановка
  - хутор Владимировка
  - хутор Егоровка
  - хутор Захаровка
  - хутор Оленовка
- Мартыновский сельский совет:
  - Константиновка
  - Мартыновка
  - хутор Оброчный
  - хутор Чуровка
- Новомихайловский сельский совет:
  - Богдановка
  - Новомихайловка
  - хутор Антоновка
  - хутор Поповка
- Терновский сельский совет:
  - Терновка
- Тишковский сельский совет:
  - Тишковка
  - хутор Кагарлык
  - хутор Станбалка
- Трояновский сельский совет:
  - Ивановка
  - Трояны
- Фёдоровский сельский совет
  - Фёдоровка